# Kenneth Arrow
Kenneth Joseph Arrow (23. srpna 1921 New York – 21. února 2017, Palo Alto, Kalifornie) byl americký ekonom, matematik, spisovatel a politický teoretik, který v roce 1972 spolu s Johnem Hicksem získal Cenu Švédské národní banky za rozvoj ekonomické vědy na památku Alfreda Nobela. Ve svých 51 letech byl nejmladším člověkem, který tuto cenu získal, a tato hranice ještě nebyla překonána.
Je považován za výraznou postavu neoklasické ekonomie. Mnoho jeho studentů také získalo Nobelovu cenu za ekonomii. Nejvýznamněji přispěl do teorie veřejné volby, a to formulováním Arrowova teorému nemožnosti, a do teorie celkové rovnováhy. Mimo jiné se zabýval i teorií endogenního růstu a informační asymetrií.

## Vzdělání a raná kariéra
Arrow se narodil 23. srpna 1921 v New Yorku do rodiny rumunských Židů. Arrowova matka, Lilian (Greenberg), pocházela z Iasi v Rumunsku a jeho otec Harry Arrow pocházel z nedalekého Podu Iloaiei. Rodina Arrow byla rumunští Židé. Jeho rodina velmi podporovala jeho vzdělání. Vyrůstal během Velké hospodářské krize a ve své mládí přijal socialismus. Později se přestěhoval od socialismu, a jeho názory si ponechaly levicovou filozofii.
Vystudoval střední školu Townsend Harris a poté v roce 1940 získal bakalářský titul na City College v New Yorku v matematice, kde byl členem Sigma Phi Epsilon. Pro postgraduální studium navštěvoval Columbia University. Zatímco tam, on studoval pod Haroldem Hotelling, a byl jím velmi ovlivnovněn. V roce 1941 získal magisterský titul. Od roku 1942 do roku 1946 působil jako důstojník počasí v armádních silách Spojených států.

## Akademická kariéra
Od roku 1946 do roku 1949 strávil Arrow, částečně jako postgraduální student, v Columbii a částečně jako výzkumný spolupracovník v Cowlesově komisi pro výzkum v ekonomii na University of Chicago. V té době také působil na University of Chicago v oboru ekonomický asistent a pracoval v RAND Corporation v Kalifornii. Opustil Chicago, kde nastoupil na pozici úřadujícího asistenta profesora ekonomiky a statistiky na Stanfordově univerzitě. V roce 1951 získal titul Ph. D. z Columbie. V 60. letech působil ve vládě u zaměstnanců Rady ekonomických poradců u Roberta Solowa. V roce 1968 odešel ze Stanfordu a stal se profesorem ekonomie na Harvardově univerzitě. To bylo během jeho držby tam, že on dostal Nobelovu cenu v ekonomii.
Arrow se vrátil do Stanfordu v roce 1979 a stal se Joan Kenney profesorem ekonomiky a profesorem operačního výzkumu. V roce 1991 odešel do důchodu. Jako Fullbrightův předseda katedry vyučoval v roce 1995 ekonomii na univerzitě v Sieně. Byl také zakládajícím členem Papežské akademie sociálních věd a členem vědecké rady Institutu Santa Fe. V různých fázích své kariéry byl Fellow of Churchill College v Cambridge.
Pět z jeho bývalých studentů se stalo držiteli Nobelovy ceny. Patří mezi ně Eric Maskin, John Harsanyi, Michael Spence a Roger Myerson. Sbírka Arrowých papírů je umístěna v knihovně Rubensteina na Duke University.

### Arrowova věta o nemožnosti
Arrowova monografie Social Choice and Individual Values vychází z jeho 1951 Ph.D. teze.
Vyloučíme-li možnost mezilidských srovnání užitečnosti, pak jediné metody přechodu z individuálního vkusu na sociální preference, které budou uspokojivé a které budou definovány pro širokou škálu souborů jednotlivých uspořádání budou buďto vnucené, nebo diktátorské.
V tom, co pojmenoval Všeobecnou větou o nemožnosti, teoretizoval, že by bylo nemožné formulovat společenské preferenční uspořádání, které splní všechny následující podmínky:

1. Nondiktatura: Předvolby jednotlivce by se neměly stát hodnotami skupiny, aniž by byly brány v úvahu preference ostatních.
2. Individuální suverenita: každý jednotlivec by měl být schopen rozhodnout se jakýmkoli způsobem a naznačit vazby.
3. Jednomyslnost: Pokud každý jednotlivec dává přednost jedné volbě před jinou, pak by pořadí skupin mělo dělat totéž.
4. Svoboda od irelevantní alternativy: Pokud je volba odstraněna, pak by se pořadí ostatních nemělo měnit.
5. Jedinečnost hodnocení skupiny: Metoda by měla přinést stejný výsledek, kdykoli se použije na sadu preferencí. Pořadí skupin by mělo být přechodné.

Věta má důsledky na ekonomiku blahobytu a teorie spravedlnosti. Amartya Senem ji rozšířil na liberální paradox, který argumentuje, že za stavu “minimální svobody” není žádného způsobu, jak zajistit Paretovo optimum, ani se vyhnout problému společenské volby neutrálních ale nerovných výsledků.

### Teorie všeobecné rovnováhy
Práce Arrowa a Gérarda Debreu a souběžná práce Lionela McKenzieho poskytly první pevné důkazy existence všeobecné rovnováhy trhu (Market clearing equilibrium). Z tuto práci a jiné zásluhy dostal Debreu v roce 1983 Nobelovu cenu v ekonomii. Arrow pokračoval v rozvíjení modelu a jeho analýze, aby zahrnul nejistoty stability. Jeho příspěvky k teorii všeobecné rovnováhy byly silně ovlivněny Pojednáním o podstatě a původu bohatství národů od Adama Smitha. Bohatství národů zkoumá ekonomický růst, přinesený rozdělením práce zajištěném vzájemnou souvislostí jedinců ve společnosti.

Roku 1974 vydala Americká asociace ekonomů (American Economic Association) článek Kennetha Arrowa: General Economic Equilibrium: Purpose, Analytic Techniques, Collective Choice, kde prohlašuje:
Od časů sepsání Smithova Bohatství národů z roku 1776 bylo jedno rekurentní téma ekonomické analýzy pozoruhodný stupeň soudržnosti mezi obrovským počtem individuálních a zdánlivě oddělených rozhodnutí o nákupu a prodeji komodit. V každodenní běžné praxi existuje něco jako rovnováha mezi množstvím zboží a služeb, které někteří jednotlivci chtějí dodávat, a množstvím, které jiní jednotlivci chtějí prodat. Budoucí kupci obvykle počítají správně s tím, že budou schopni uskutečnit své záměry a budoucí prodejci si obvykle neprodukují tak velké množství zboží, jaké by nemohli prodat. Tato zkušenost rovnováhy je tak rozšířená, že mezi laiky nevyvolává žádné intelektuální znepokojení; berou za samozřejmost, že nepotřebují chápat mechanismus, jehož prostřednictvím k němu dochází.

### Základní teorémy ekonomie blahobytu
V roce 1951 Arrow představil první a druhý teorém ekonomie blahobytu a jejich důkazy bez potřeby rozlišení užitečnosti, spotřeby nebo technologie a včetně rohových řešení.

### Teorie endogenního růstu
Arrow byl jedním z předchůdců teorie endogenního růstu, která se snaží vysvětlit zdroj technické změny, která je klíčovým prvkem ekonomického růstu. Dokud tato teorie nenabyla na význačnosti, předpokládalo se, že technická změna nastává z vnějšku – předpokládalo se, že se objevuje mimo ekonomické aktivity (exogenně) a nebyla zahrnuta ve známých ekonomických modelech. Současně nebylo ani žádného ekonomického vysvětlení, proč se objevovala. Teorie endogenního růstu poskytla standardní ekonomické důvody, proč firmy inovují. Dovedla ekonomy ke smýšlení o inovacích a technické změně jako o determinovaných ekonomickými subjekty.
Teorie endogenního růstu začala článkem Paula Romera z roku 1986, kde si Romer vypůjčil od Arrowa "learning-by-doing" model, který představoval mechanismus k eliminaci snižujících se výnosů v celkové produkci. Literatura k této teorii byla zpracována dodatečně k jeho práci.

### Informační ekonomika
V jednom z dalších výzkumů se věnoval problému tzv. asymetrické informace na trhu. Problém spočívá v tom, že jedna ze stran při obchodu (většinou prodávající) má více informací, než druhá strana (tedy kupující). Toto jde demonstrovat například na prodeji aut, kdy prodávající ví o jeho historii, opravách, atd., kdežto kupující ví jen to, co vidí a co se dozví od prodejce. Kupující si myslí, že má auto vyšší cenu než by mělo skutečně mít, protože nemá dostatečné informace o autě. Asymetrická informace je podnětem ze strany s více informacemi k podvádění strany druhé tj. té s méně informacemi. V důsledku tohoto se vyvinula řada tržních struktur a to včetně záruk a autentizace třetí strany, které umožňují fungování trhu s asymetrickými informacemi. Arrow tento problém analyzoval pro lékařskou péči a napsal o tom v roce 1963 článek pro časopis American Economic Review s názvem “Nejistota a sociální ekonomie zdravotnictví v lékařské péči“. Pozdější výzkumy se zaměřovali také na další trhy, zejména na již použité zboží, neboli zboží z druhé ruky, online aukce a pojištění.

## Ocenění
Roku 1957 byla Arrowovi udělena Medaile Johna Batese Clarka. V roce 1972 získal Nobelovu cenu za ekonomii společně s Johnem Hicksem za „Průkopnické příspěvky k teorii všeobecné rovnováhy a teorii blahobytu“. O 14 let později, v roce 1986 získal cenu John von Neuman Theory Prize. V roce 2004 se stal laureátem Národního vyznamenání za vědu v kategorii Behaviorální a sociální vědy. Byla mu udělena prezidentem Georgem W. Bushem za jeho práci o rizicích a rozhodování na základě nedokonalých informací a výzkum o nesení rizika.
Získal také Čestný titul od vybraných univerzit, v roce 1967 od Chicagské univerzity, roku 1971 od Vídeňské univerzity a od Univerzity města New York v roce 1972. Roku 1995 taky od švédské Univerzity v Uppsale. Roku 2006 byl zvolen členem britské Královské společnosti, tedy akademie pro podporu věd se sídlem v Londýně.

## Osobní život a smrt
Arrowa sestra byla ekonomka Anita Summers, její manžel Robert Summers byl rovněž ekonomem, a stejně tak jejich syn Larry Summers (synovec Arrowa), který se v letech 2001 – 2006 stal prezidentem Harvardovy univerzity, mezi lety 2009 – 2010 dokonce zastával post ředitele americké Národní ekonomické rady. V roce 1947 se Arrow oženil se Selmou Schweitzer, která vystudovala ekonomii na Chicagské univerzitě. Měli spolu dvě děti, herce Davida Michaela (nar. 1962) a Andrewa Setha (nar. 1964). Selma Schweitzer zemřela v roce 2015.
O Arrowovi by se dalo říci, že byl Renesančním člověkem, protože měl široké znalosti, a to i v oborech velmi vzdálených od ekonomie. Jak popisoval Eric Muskin, laureát Nobelovy ceny za ekonomii, domluvili se s dalšími členy fakulty, že vyzkouší znalosti Kennetha Arrowa tak, že si podrobně nastudují zvyklosti v chování plejtvákovce šedého a pak se o tomto tématu budou v Arrowově přítomnosti bavit. K jejich překvapení se i Arrow zapojil do konverzace na takto nezvyklé téma.
Kenneth Arrow zemřel ve svém domě v Kalifornském Palo Alto 21. února roku 2017 ve věku 95 let.